# Dysphania helenetta
Dysphania helenetta är en fjärilsart som beskrevs av Walker 1856. Dysphania helenetta ingår i släktet Dysphania och familjen mätare. Inga underarter finns listade i Catalogue of Life.